# Yamato 000593
Yamato 000593 (або Y000593) — це другий за величиною метеорит з планети Марс, знайдений на Землі. Згідно з результатами проведених досліджень, цей марсіанський метеорит був сформований 1,3 мільярда років тому із потоку лави на Марсі. Зіткнення з космічним тілом на Марсі відбулося близько 12 мільйонів років тому, в результаті чого метеорит був вибитий з марсіанської поверхні у відкритий космос. Yamato 000593 впав на Землю на території Антарктиди близько 50 000 років тому. Маса метеорита становить 13.7 кг, і в ньому були виявлені ознаки давнього вивітрювання за участі води.
На мікроскопічному рівні на певних ділянках метеорита були виявлені сферули, дуже багаті на вуглець, якщо порівнювати із вмістом вуглецю на ділянках, де немає таких сферул. Згідно з твердженням науковців NASA, багаті на вуглець сфери, а також знайдені мікроскопічні тунелі могли бути утвореними в результаті біологічної активності.

## Відкриття та найменування
41-а Японська антарктична дослідницька експедиція (JARE) виявила метеорит наприкінці грудня 2000 року в районі льодовика Ямато, в Горах Королеви Фабіоли, Антарктида.

## Опис
Вага метеорита становить 13,7 кг. Це — небрекчійна кумулятивна магматична порода, яка складається переважно із видовжених авгітових кристалів — твердого розчину із піроксенової групи. Японські науковці із Національного інституту полярних досліджень доповіли у 2003 році про те, що метеорит містить ідінгситові включення, які формуються під дією вивітрювання базальту в присутності рідкої води. На додачу до цього, науковці NASA в лютому 2014 року доповіли, що вони виявили багаті на вуглець сферули, заковані у різні шари ідінгситу, а також мікроскопічні трубчасті утворення, що відгалужуються від ідінгситових жил, і мають викривлену, хвилеподібну форму, яка цілком відповідає текстурі біодеформації, яку можна спостерігати в земному базальтовому склі. Однак серед науковців був встановлений консенсус щодо того, що «сама по собі, морфологія не може використовуватись однозначно як засіб виявлення примітивних форм життя». Інтерпретація морфології є явно суб'єктивною, а її використання як єдиної наукової ознаки призвело до численних помилок інтерпретації. Згідно з інформацією команди науковців NASA, наявність вуглецю та брак відповідних катіонів є цілком сумісними із виявленням органічної матерії у складі ідінгситу. Дослідники NASA зазначили, що мас-спектрометрія може забезпечити більше інформації щодо природи вуглецю, а також може допомогти відрізнити між собою включення абіотичного та біологічного вуглецю та різні їх деформації.

## Класифікація
Марсіанський метеорит Yamato 000593 є магматичною породою, класифікується як ахондрит, який належить до групи нахлітів.